# Orville H. Hampton
Orville H. Hampton (* 21. Mai 1917 in Rockford, Illinois; † 8. August 1997 in Los Angeles, Kalifornien) war ein US-amerikanischer Drehbuchautor.

## Leben
Orville H. Hampton studierte Chemie und Journalismus an der University of Illinois, arbeitete dann als Ansager für das Radio und diente während des Zweiten Weltkrieges in der US Army. Ab 1950 trat er als Drehbuchautor in Erscheinung. Bis einschließlich 1983 war er an mehr als 100 Produktionen beteiligt.
Bis in die frühen 1960er Jahre lag sein Schwerpunkt auf Kinoproduktionen, danach war er an verschiedenen Fernsehproduktionen beteiligt, vor allem Serien. Ein Regisseur, mit dem er bei mehreren Filmen zusammenarbeitete, war Edward L. Cahn.
1965 war er zusammen mit seinem Kollegen Raphael Hayes für das Drehbuch zu Ruf nicht zu laut für den Oscar in der Kategorie Bestes Originaldrehbuch nominiert.

## Filmografie (Auswahl)
- 1950: Zorros Tochter (Bandit Queen)
- 1950: Billy, der Bandit (I Shot Billy the Kid)
- 1950: Gangster von Chicago (Hi-Jacked)
- 1952: Tolle Texasgirls (Outlaw Women)
- 1952: Der Dschungel bebt (The Jungle)
- 1952: Vom Täter fehlt jede Spur (Lady in the Fog)
- 1959: Auf U-17 ist die Hölle los (The Atomic Submarine)
- 1959: Die schwarze Hand der Mafia (Inside the Mafia)
- 1960: Abrechnung in Abilene (Gunfighters of Abilene)
- 1960: Vom Teufel gezeichnet (The Snake Women)
- 1962: Der Herrscher von Cornwall (Jack the Giant Killer)
- 1964: Ruf nicht zu laut (One Potato, Two Potato)
- 1965–1966: Perry Mason (Fernsehserie)
- 1973: Detroit 9000